# Ninetyfour
Ninetyfour (ook bekend als Ninety-Four of Ninety Four Label) is een Nederlands streetwear-merk, opgericht in 2013 in Leerdam door Geronimo Tuhumena en Kin Ho Cheung. Het merk combineert mode met elementen van culturele verbinding en wordt momenteel geleid door Geronimo Tuhumena.
De ontwerpen van Ninetyfour zijn geïnspireerd door verschillende culturen, met een nadruk op de Molukse cultuur. Deze invloeden komen tot uiting in de kledingcollecties en samenwerkingen die het merk aangaat. Ninetyfour hanteert de slogan "Friends become Family", die het belang van verbinding benadrukt.
Het assortiment van Ninetyfour bestaat uit diverse streetwear-artikelen, waaronder T-shirts, sweaters, caps en jassen. De producten zijn verkrijgbaar via geselecteerde retailers en op tijdelijke pop-up winkels, waar klanten de collecties kunnen bekijken en aanschaffen.
Ninetyfour werkt samen met culturele en maatschappelijke initiatieven die aansluiten bij de kernwaarden van het merk. Het merk heeft deelgenomen aan evenementen waarbij mode en cultuur samenkomen.
Via sociale media, met name Instagram, deelt het merk updates over nieuwe collecties, samenwerkingen en evenementen.